# 卡加延省
卡加延省（Cagayan）是菲律賓呂宋卡加延河谷政區的一個省份。首府為土格加勞市（Tuguegarao City），本省位於呂宋島的最東北端。卡加延省還包括了北邊的巴布延群島。卡加延省西鄰北伊羅戈省、阿巴堯省，南面則是卡林阿省及伊莎貝拉省。卡加延省跟民答那峨島上的卡加延德奧羅市或南沙群岛的建制卡拉延市皆沒有關係。

## 行政區域
卡加延省省劃分為28個自治市及1個城市。

### 城市
- 土格加勞市（Tuguegarao）- 首府

### 自治市
- Abulug
- 阿爾卡拉（Alcala）
- Allacapan
- Amulung
- 阿帕里（Aparri）
- 拔高（Baggao）
- 巴列斯特羅斯（Ballesteros）
- Buguey
- 加拉鄢（Calayan）
- 加馬拉紐甘（Camalaniugan）
- 克拉韋里亞（Claveria）
- Enrile
- Gattaran
- 剛薩加（Gonzaga）
- Iguig
- Lal-lo
- Lasam
- 潘普洛納（Pamplona）
- 佩尼亞布蘭卡（Peñablanca）
- 畢亞特（Piat）
- 黎剎（Rizal）
- Sanchez-Mira
- 聖安娜（Santa Ana）
- Santa Praxedes
- Santa Teresita
- 聖嬰（Santo Niño）
- Solana
- Tuao